# Song on Fire
Song on Fire is een nummer van de Canadese rockband Nickelback uit 2017. Het is de tweede single van hun negende studioalbum Feed the Machine.
Volgens de mannen van Nickelback kan het nummer tekstueel gezien een 'ode aan een verloren liefde' genoemd worden. Er werd gespeculeerd dat het nummer ging over de breuk tussen Nickelback-zanger Chad Kroeger en zangeres Avril Lavigne, maar Kroeger heeft dit ontkend. Het nummer wist in Nederland geen hitlijsten te bereiken, in Vlaanderen haalde het de Tipparade. Hoewel het nummer buiten België en Slowakije geen hitlijsten behaalde, werd het in het Duitse taalgebied wel een radiohit.